# Antonio Menéndez
Antonio Menéndez González (Cangas del Narcea, 18 agosto 1946) è un ex ciclista su strada spagnolo.
Professionista dal 1970 al 1979, vinse una tappa al Giro d'Italia e una alla Vuelta a España.

## Carriera
Passato professionista nel 1970 con la Karpy-Licor, vestì anche le maglie di La Casera, KAS (per cinque anni), Teka e Moliner-Vereco, con cui concluse la carriera nel 1979.
Ottenne come principali successi da professionista una tappa alla Vuelta a Cantabria e una alla Volta Ciclista a Catalunya nel 1973, una tappa alla Vuelta a Asturias e il Gran Premio de Llodio nel 1974, una tappa alla Vuelta a España 1975, una tappa al Giro d'Italia 1976 e una tappa alla Vuelta a los Valles Mineros nel 1978. Partecipò sei volte al Tour de France, cinque volte alla Vuelta a España, due volte al Giro d'Italia e due volte ai campionati del mondo.

## Palmarès
- 1970

3ª tappa Setmana Catalana
- 1971

Trofeo Iberdura
- 1972

2ª tappa, 2ª semitappa Vuelta a La Rioja
- 1973

3ª tappa Vuelta a Cantabria (Noja > Reinosa)
4ª tappa, 1ª semitappa Volta Ciclista a Catalunya (Badalona > Sant'Antonio di Calonge)
- 1974

2ª tappa Vuelta a Asturias (Gijón > Luarca)
Gran Premio Vizcaya
Gran Premio de Llodio
- 1975

3ª tappa Tour de Corse (Ajaccio > L'Île-Rousse)
11ª tappa, 1ª semitappa Vuelta a España (Cambrils > Barcellona)
- 1976

11ª tappa Giro d'Italia (Terni > Gabicce Mare)
- 1978

2ª tappa Vuelta a los Valles Mineros

### Altri successi
- 1976

Criterium di Laredo

## Piazzamenti

### Grandi Giri
- Tour de France

1973: 40º
1974: 54º
1975: ritirato (21ª tappa)
1976: 27º
1977: 45º
1978: 18º
- Giro d'Italia:

1976: ritirato
1978: 87º
- Vuelta a España:

1971: 14º
1972: 25º
1974: 14º
1975: 25º
1979: 40º

### Classiche monumento
- Milano-Sanremo

1973: 90º
1977: 128º
- Parigi-Roubaix

1974: 52º

### Competizioni mondiali
- Campionato del mondo

Ostuni 1976 - In linea: ritirato
Nürburgring 1978 - In linea: ritirato